# Мартыщенко, Михаил Гаврилович
Михаил Гаврилович Мартыщенко (род. 23 октября 1912 — 27.08. 1997) — советский летчик-истребитель и ас Второй мировой войны. Был в немецком плену, бежал, прошёл советские лагеря. Освобожден после смерти Берии.

## Биография
Родился 23 октября 1912 году в казачьей деревне Упорная в нынешнем Краснодарском крае. В 1929 году получил диплом профессионально-технического училища в Лабинске.
Прошёл двухлетние курсы технической школы в Краснодаре.
Вступил в ряды Красной Армии 10 мая 1931 года. Он был отправлен в Ейск в школу военно-морской авиации. 6 ноября 1939 года стал пилотом, получил диплом и звание лейтенанта.
С первых дней войны воевал в Балтийском небе. Принимал участие в первых боях при вторжении в Советский Союз нацистской Германии.
Совершил 285 боевых вылетов, сбил 18 самолётов противника.
24 июля сбил тараном в воздухе Junkers Ju 88. Получил орден Ленина и статью в Правде от 17 августа 1941 года.

Фронтовой корреспондент писал: 
«Офицер Мартыщенко — его имя служит символом бесстрашия и самопожертвования во имя Родины, человек железной воли и недюжинного мужества, суровый боец и большой жизнелюб, весельчак и балагур. Один из тех, кого называют «Балтийские соколы».
Был в немецком плену, бежал. Воевал в партизанском отряде. В 1943 году арестован, прошёл советские лагеря. Освобожден после смерти Берии. Реабилитирован.
В жалобе прокурорам Мартыщенко писал:
«25 июля 1941 измученный бессонницей, шестой раз за день сел в самолет и повел группу «мигов» на задание. Когда возвращались, слева из-за облаков вынырнули «юнкерсы». Принял решение атаковать их. Один бомбардировщик задымил, другой стал уходить. Вдруг перед глазами задрожали и расплылись приборы. По лицу потекла кровь. Почувствовал острую боль в ноге. Понял, это — осколки зенитного снаряда. А «юнкере» уходил со своим смертельным грузом, чтобы снова бомбить наши города. Выход один — таранить немедленно. Бомбардировщик взорвался, но и мой самолёт камнем стал падать вниз, мотор заглох. У самой земли выровнял самолёт, увидел зелёное картофельное поле. Посадил самолёт на «брюхо». Хотел выбраться из горящей машины, но не смог. Немцы тотчас открыли по самолёту шквальный минометный огонь! Меня не убили, но пламя сбили. Затем случилось самое страшное в моей жизни…
Что такое плен — описывать подробно не буду. Ограничусь одной достоверной фразой: «Кто в плену не был — тот горя не знает». Долго готовились бежать, все не удавалось, спустя некоторое время побег закончился успешно. Вышел к своим и снова стал летать.
Но пришёл вызов в Москву за новым назначением. Новым назначением оказались тюрьма и обвинение в чудовищном преступлении — измена Родине. Состоялся скорый суд, и я снова оказался в лагере, но теперь в «нашенском».
Окончательно добила жена. В ответ на письмо получил шесть разящих слов: «Женой изменника Родины быть не хочу».
«Изменник Родины» — какие это мучительно тяжкие слова для ни в чём не повинного человека. Но на Советскую власть я не в обиде. Убежден — не она, не моя родная партия совершили эту несправедливость».
Мартыщенко после проверки был полностью реабилитирован.
Однако, по другим источникам, Мартыщенко был арестован и осужден в 1943 году не в связи с пребыванием в плену, а в связи с тем, что 13 апреля 1943 года в воздушном бою он по ошибке сбил истребитель лётчика И. Творогова, который погиб. Лётчик Василий Голубев в своих воспоминаниях даже высказал подозрение, что Мартыщенко сбил истребитель лётчика И. Творогова не случайно, а намеренно.
После освобождения из заключения жил и работал в Таганроге на заводе по производству самолётов. Один из организаторов возрождения авиаспортклуба в Таганроге.

## Награды и достижения
Одержал 18 побед, из них две — тараном, выполнив 285 боевых вылетов.
Это достижение оспаривается Михаилом Быковым, который приписывает ему 7 побед, в том числе 5 индивидуальных и 2 в сотрудничестве.